# Frederik Schandorff
Frederik Schandorff (født 26. december 1996) er en dansk professionel racerkører. Han kører for det italienske Lamborghini team VSR, med den tidligere Formel 1 kører Vincenzo Sospiri i spidsen.
Frederik vandt Lamborghini Super Trofeo World Final 2019. Han vandt også Lamborghini Super Trofeo Middel East Championship 2019.